# Leptogenys longensis
Leptogenys longensis är en myrart som beskrevs av Auguste-Henri Forel 1915. Leptogenys longensis ingår i släktet Leptogenys och familjen myror. Inga underarter finns listade i Catalogue of Life.